# Zombie Tidal Wave
Pour plus de détails, voir Fiche technique et Distribution.
Zombie Tidal Wave (aussi connu sous le nom de Zombie Tsunami) est un film américain réalisé par Anthony C. Ferrante avec Ian Ziering, Erich Chikashi Linzbichler et Cheree Cassidy, sorti en 2019.

## Synopsis
Une petite ville côtière est en danger, car une puissance inconnue a forcé des hordes de zombies à se lever des profondeurs de l’océan, et maintenant tout le monde est en danger. Le marin-pêcheur Hunter Shaw (Ian Ziering) prend la tête d’un groupe d’habitants pour sauver les survivants et se battre.

## Distribution
- Ian Ziering : Hunter Shaw
- Erich Chikashi Linzbichler : Shérif Kameo Akoni
- Cheree Cassidy (VF : Isabelle Volpe) : Kenzie Wright
- Kenneth Won : Officier Pok[1]
- Shelton Jolivette : Ray McCray
- Tatum Chiniquy (VF : Anne Tilloy) : Samantha Wright
- Angie Teodora Dick (VF : Audrey Sourdive) : Taani Akoni[3]
- Randy Charach : Marty Driscoll
- Eliza Matengu (VF : Melissa Berard) : Jada McCray
- Lincoln Bevers : Blaine
- Will Jay : Dag
- Natasha Hardegen : Connie
- Dennis James Martin : Rand
- AnnMarie Giaquinto : Infirmière Sophia
- Jaroslav Shvets : Ivan
- Bobby Gerrits : Zombie Alpha
- John Milton Branton : homme à la chemise hawaïenne
- Philip Nathanael : Todd[4]

## Production
Le tournage a eu lieu en Thaïlande. Le film est sorti le 17 août 2019 aux États-Unis, son pays d’origine.

## Réception critique
Zombie Tidal Wave recueille un score d’audience de 26% sur Rotten Tomatoes